# カリン・モロダー

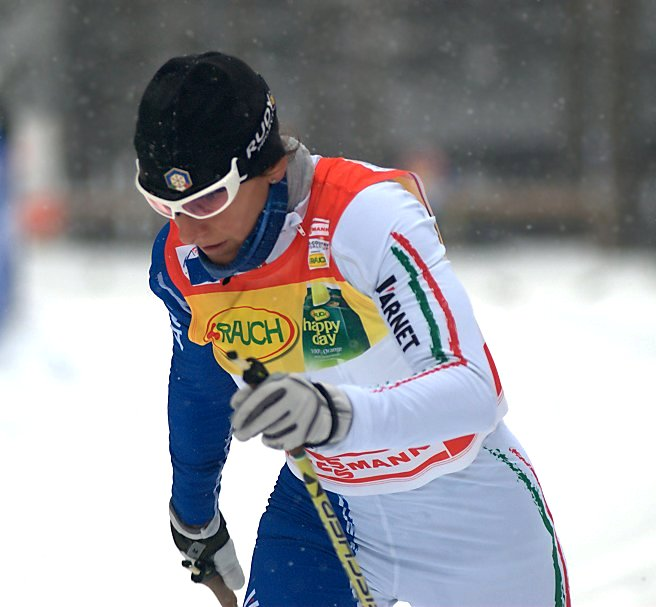

カリン・モロダー（Karin Moroder、1974年11月30日 - ）は、イタリア、トレンティーノ＝アルト・アディジェ州ボルツァーノ出身の元クロスカントリースキー選手。

## プロフィール
1994年に国際大会へデビュー、1998年長野オリンピックではガブリエラ・パルッツィ、マヌエラ・ディ・チェンタ、ステファーニア・ベルモンドと組んだ4×5kmリレーで銅メダルを獲得。
2002年ソルトレークシティオリンピック、2010年バンクーバーオリンピックにも出場、2010年限りで現役を引退した。